# IC 3116
IC 3116 је спирална галаксија у сазвјежђу Береникина коса која се налази на листи објеката дубоког неба у Индекс каталогу.
Деклинација објекта је + 25° 4' 34" а ректасцензија 12h 17m 57,2s. Привидна величина (магнитуда) објекта IC 3116 износи 15,4 а фотографска магнитуда 16,2. IC 3116 је још познат и под ознакама KUG 1215+253, PGC 89574.